# Limnophora apicalis
Limnophora apicalis är en tvåvingeart som beskrevs av Zielke 1970. Limnophora apicalis ingår i släktet Limnophora och familjen husflugor. Inga underarter finns listade i Catalogue of Life.